# Serge Berg
Pour les articles homonymes, voir Berg.
Serge Berg, né le 28 juillet 1923 à Ixelles (Belgique) et mort le 2 mai 2005 à Paris 15e, est un journaliste français. Fondateur de la rubrique scientifique de l'AFP (Agence France-Presse). L'un des "pères" du journalisme scientifique en France.
Fils de parents émigrés russes, Serge Berg est professeur d'histoire et de géographie jusqu'en 1952, où sa parfaite connaissance de la langue russe le mène au service des écoutes de l'AFP. En 1957, il intègre l'agence de Moscou et assiste au lancement du premier satellite artificiel de la Terre, Spoutnik-1, le 4 octobre 1957. L'événement historique fait naître en lui sa vraie vocation.
De retour à Paris, en 1961, il crée la rubrique scientifique de l'AFP, vraisemblablement le tout premier service de ce type dans une agence de presse au monde.
« Ma plus grande passion, c'est la découverte de la découverte », aimait à répéter ce témoin privilégié des grandes découvertes et inventions de la deuxième moitié du XXe siècle. Une passion partagée et communicative. Avant sa retraite en 1988, Serge Berg avait fait de sa rubrique une véritable école de journalisme scientifique, où sont passés nombre d'éminents journalistes. 

## Distinctions
Serge Berg était lauréat de plusieurs distinctions habituellement attribuées à des chercheurs.
- Chevalier de la Légion d'honneur[Quand ?]
- Chevalier de l'Ordre national du Mérite, au titre de la recherche scientifique

## Sources
- AFP